# Martin Melzer
Martin Melzer (* 16. November 1901 in Elchesheim; vermisst 24. Juli 1944) war SS-Hauptsturmführer und Kommandeur der Wachmannschaften in den KZ Neuengamme, Dachau und Majdanek.

## Leben
Melzer, gelernter Schlosser, war von 1919 bis 1931 Berufssoldat bei der Reichswehr. Zum 1. Mai 1933 trat er der NSDAP (Mitgliedsnummer 3.586.167) und zum 1. Oktober 1933 der SS bei (SS-Nummer 172.106). Vom SS-Totenkopfverband Brünn wurde Melzer ab Juli 1940 zunächst Kommandeur der Wachmannschaft im KZ Neuengamme und war danach in gleicher Funktion im KZ Dachau eingesetzt. Ab Ende August 1943 war Melzer als Nachfolger von Walter Adolf Langleist Kommandeur der Wachmannschaft des KZ Majdanek, er blieb es bis zur Räumung des KZ im Juli 1944. In dieser Funktion übernahm Melzer auch zeitweise stellvertretend Aufgaben des Lagerkommandanten. Melzer gilt seit dem 24. Juli 1944 nach Gefechten als vermisst.